# ديفيد تيت
ديفيد تيت (بالإنجليزية: David Tate)‏ هو لاعب كرة قدم أمريكية أمريكي، ولد في 22 نوفمبر 1964 في دنفر في الولايات المتحدة.